# Clubiona duoconcava
Clubiona duoconcava är en spindelart som beskrevs av Zhang och Hu 1991. Clubiona duoconcava ingår i släktet Clubiona och familjen säckspindlar. Inga underarter finns listade i Catalogue of Life.